# Jean-Laurent Cochet
Jean-Laurent Cochet (Romainville, 28 de enero de 1935 - París, 7 de abril de 2020) fue un director de escena, profesor de arte dramático y actor francés especialmente conocido por sus trabajos en teatro y por la formación durante medio siglo a numerosos artistas del teatro y cine francés.

## Trayectoria
Jean-Laurent Cochet fue residente de la Comédie Française de 1959 a 1963. Fue antiguo alumno de Béatrix Dussane, Maurice Escande, Madame Simone, René Simon, Henri Rollan y Jean Meyer.
Desde 1963, firmó más de 150 producciones teatrales y desempeñó más de 300 papeles. Dirigió a Jacques Charon, Jean Le Poulain, Madeleine Robinson, Suzy Delair, Danielle Darrieux, Françoise Seigner y Louis Seigner, Jacques Dufilho, Claude Piéplu, Thierry Le Luron, Henri Tisot, Jeanne Moreau, Darry Cowl, Claude Brasseur, Bernard Dhéran, Louis Velle, Jacques Sereys, Claude Giraud, Rosy Varte, Jean-Pierre Bacri y Michèle Morgan.
Pasa a la historia sobre todo como pedagogo de teatro. En 1965, abrió un curso de teatro: el curso de Cochet. Pierre Delavène ha estado a cargo desde 2006. En 2013, la escuela de teatro ahora se llamaba Cours Cochet-Delavène.
Cientos de sus estudiantes han triunfado en el teatro y el cine: Gérard Depardieu, Richard Berry, Claude Jade, Isabelle Huppert, Daniel Auteuil, Emmanuelle Béart, Carole Bouquet, Fabrice Luchini, etc.
En cine protagonizó películas como A Thousand Billion Dollars y Fort Saganne. El 7 de abril de 2020, murió de COVID-19 causado por el virus del SARS-CoV-2 durante la pandemia de enfermedad por coronavirus.

## Filmografía
| Año  | Título                        | Papel      | Notas |
| ---- | ----------------------------- | ---------- | ----- |
| 1982 | Mil Miles de millones Dólares | Hartmann   |       |
| 1984 | Fort Saganne                  | Bertozza   |       |
| 2004 | Edward & Lulu                 | Le Notaire |       |